# Wilson Arch
Pour les articles homonymes, voir Wilson.
Wilson Arch est une arche naturelle de grès située à une quarantaine de kilomètres au sud de Moab, dans le comté de San Juan, en Utah (États-Unis).
Elle a une portée de 27 mètres (91 feet) et une hauteur de 14 mètres (46 feet),.

## Galerie

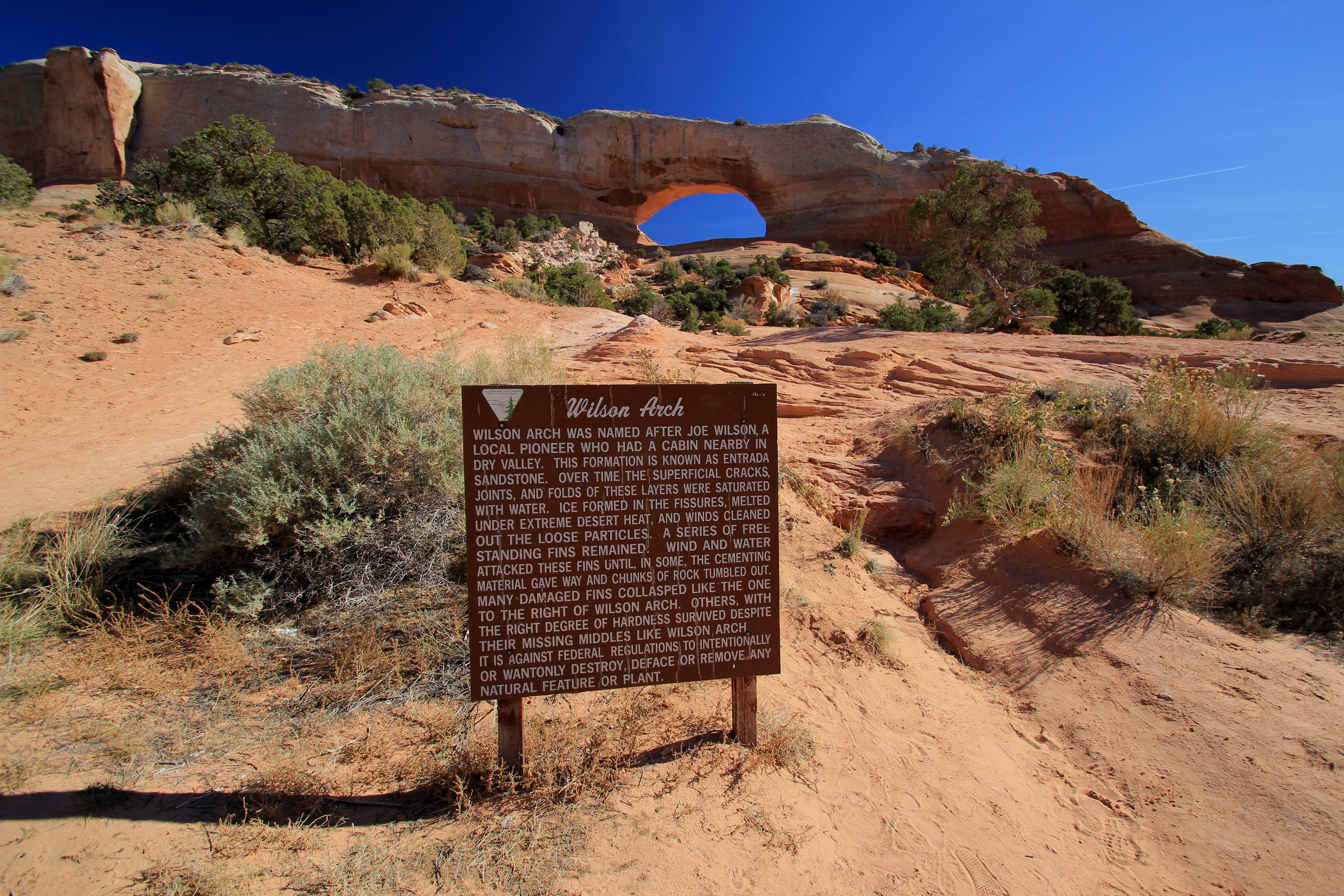
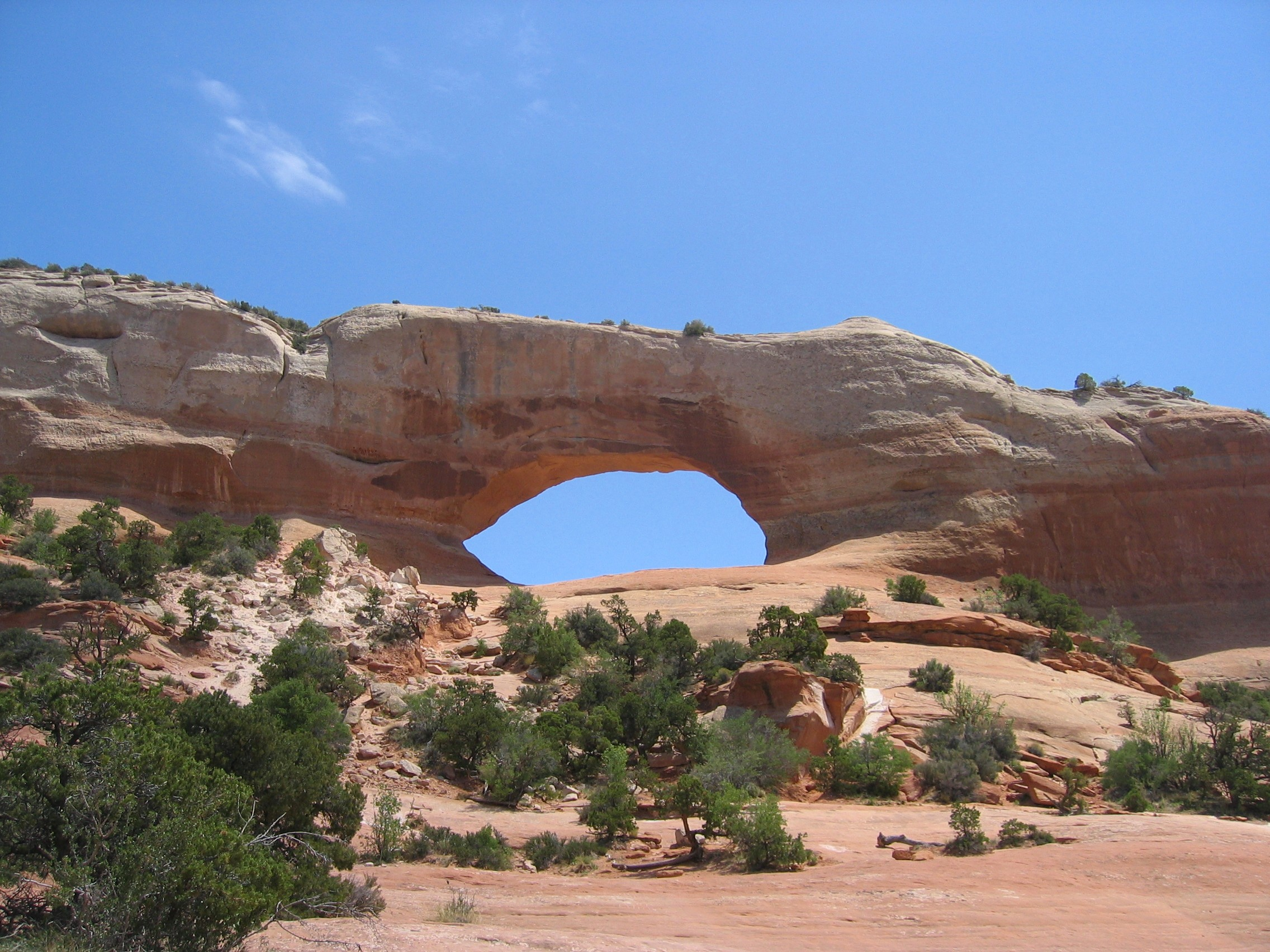
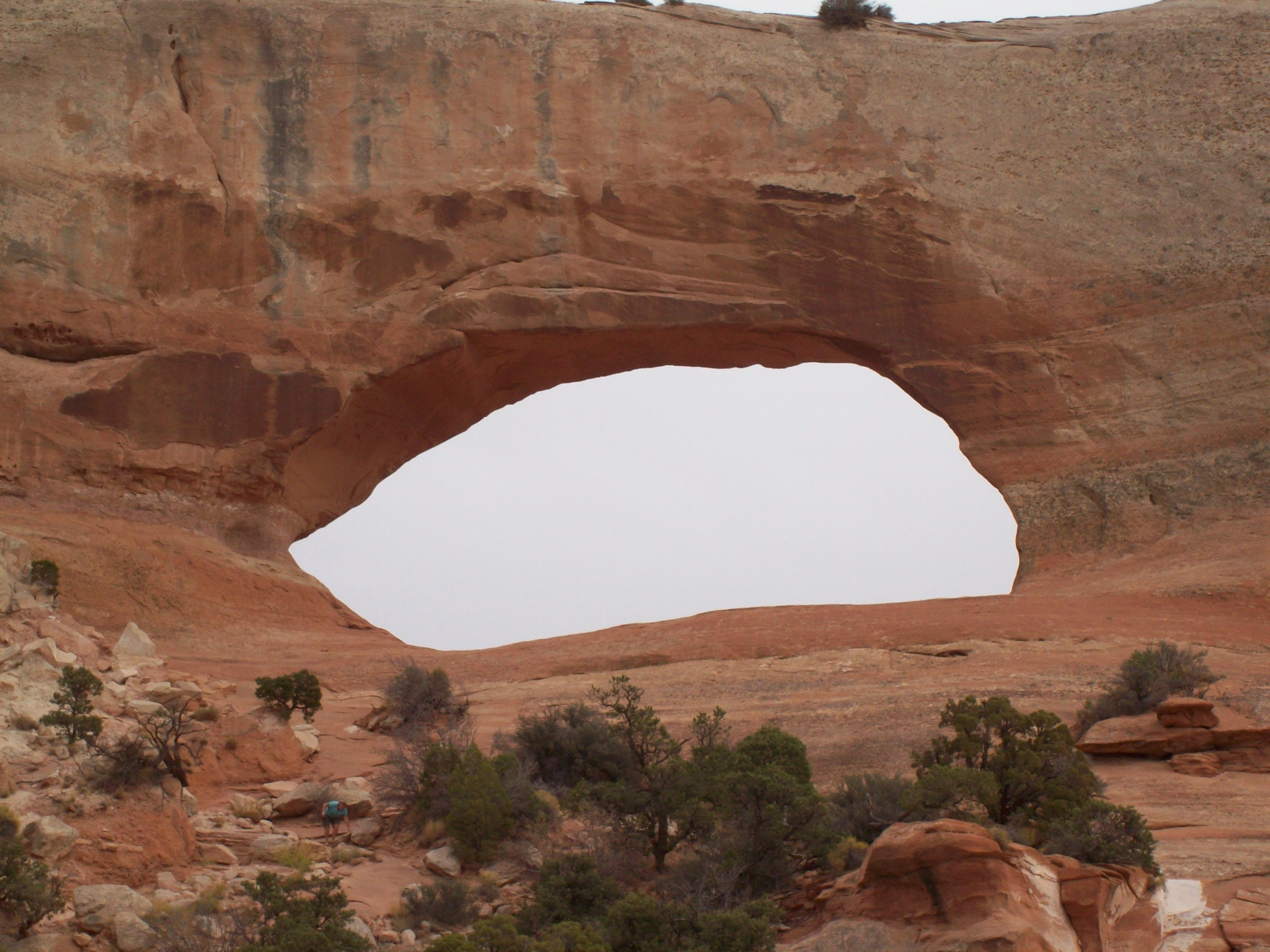
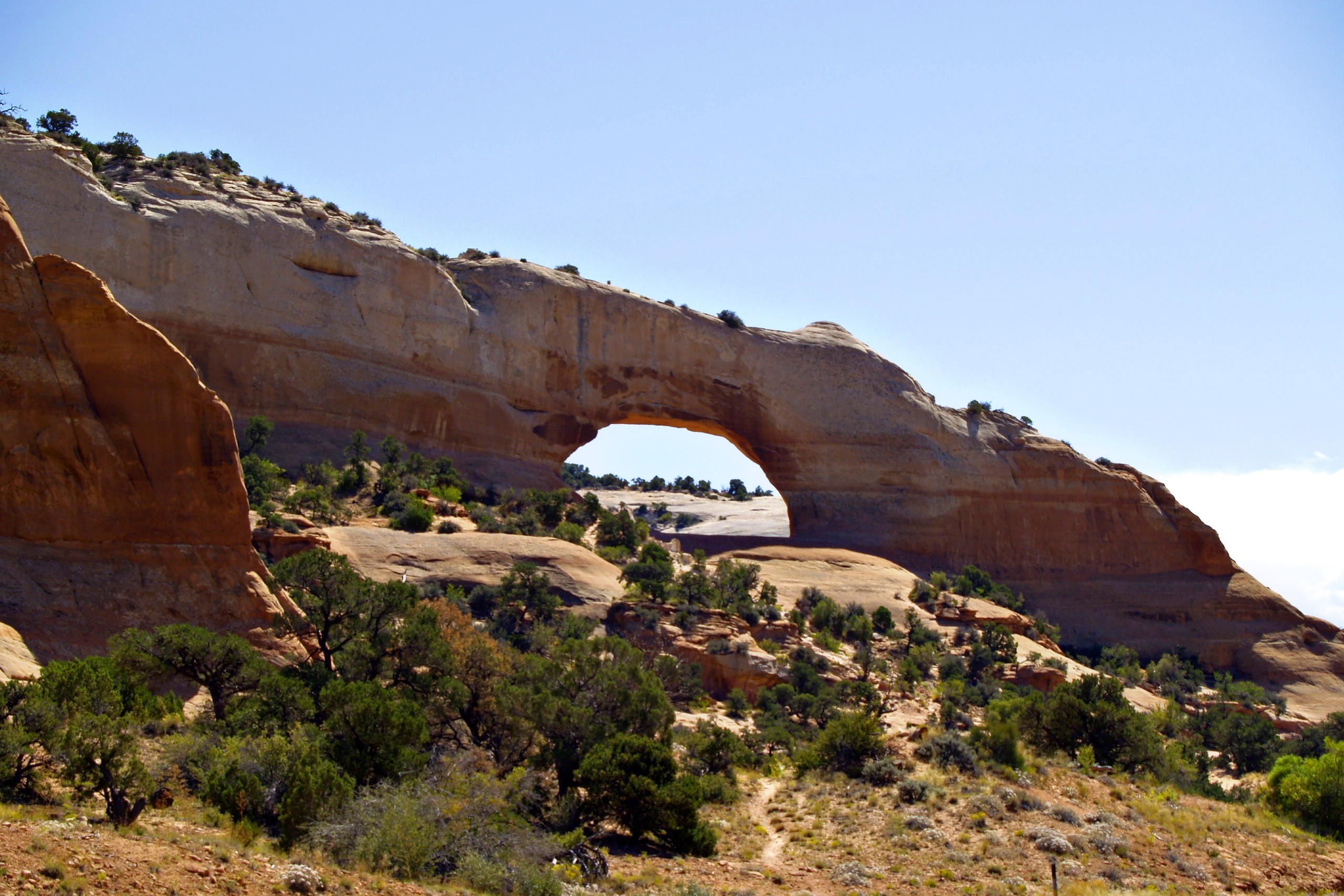
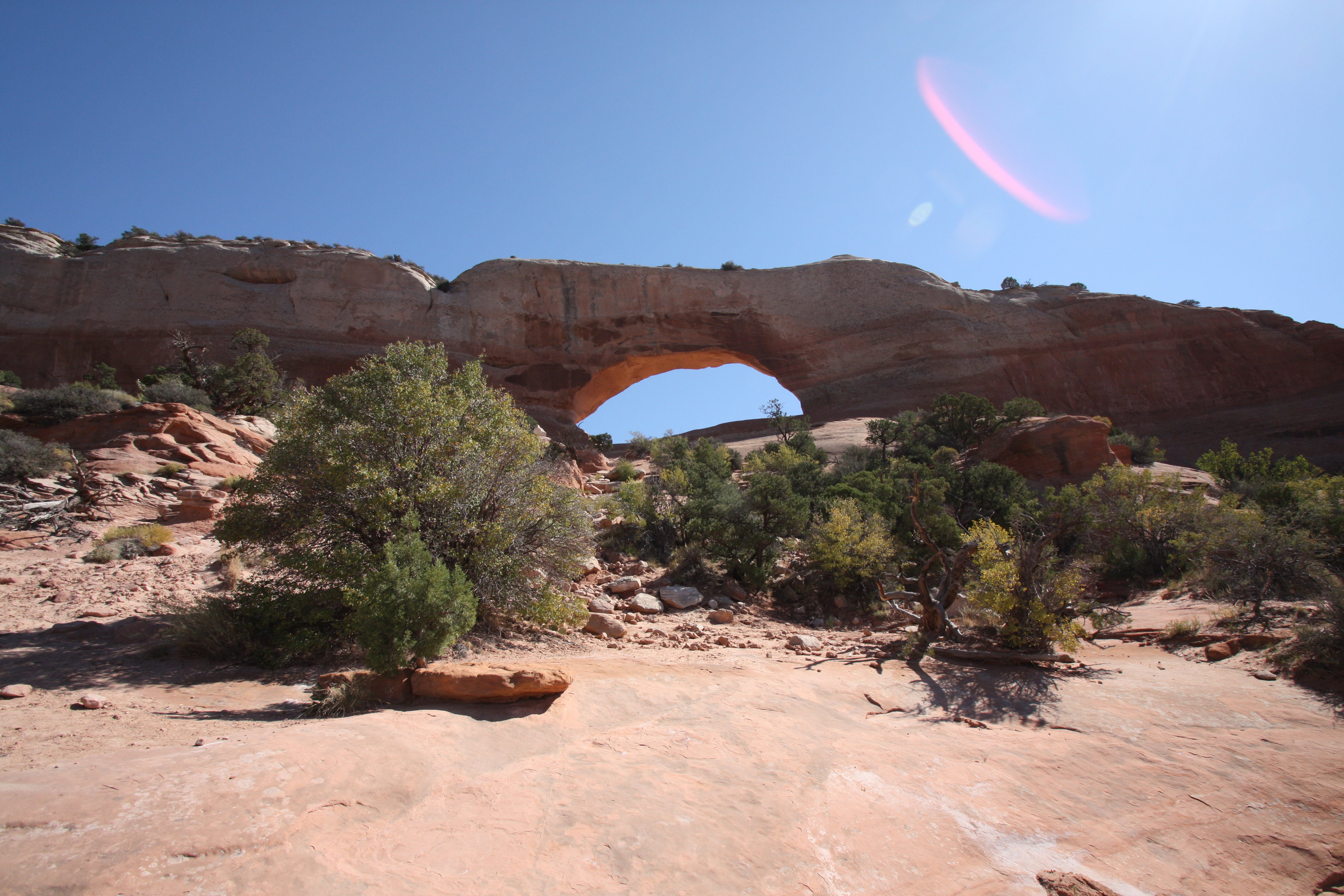
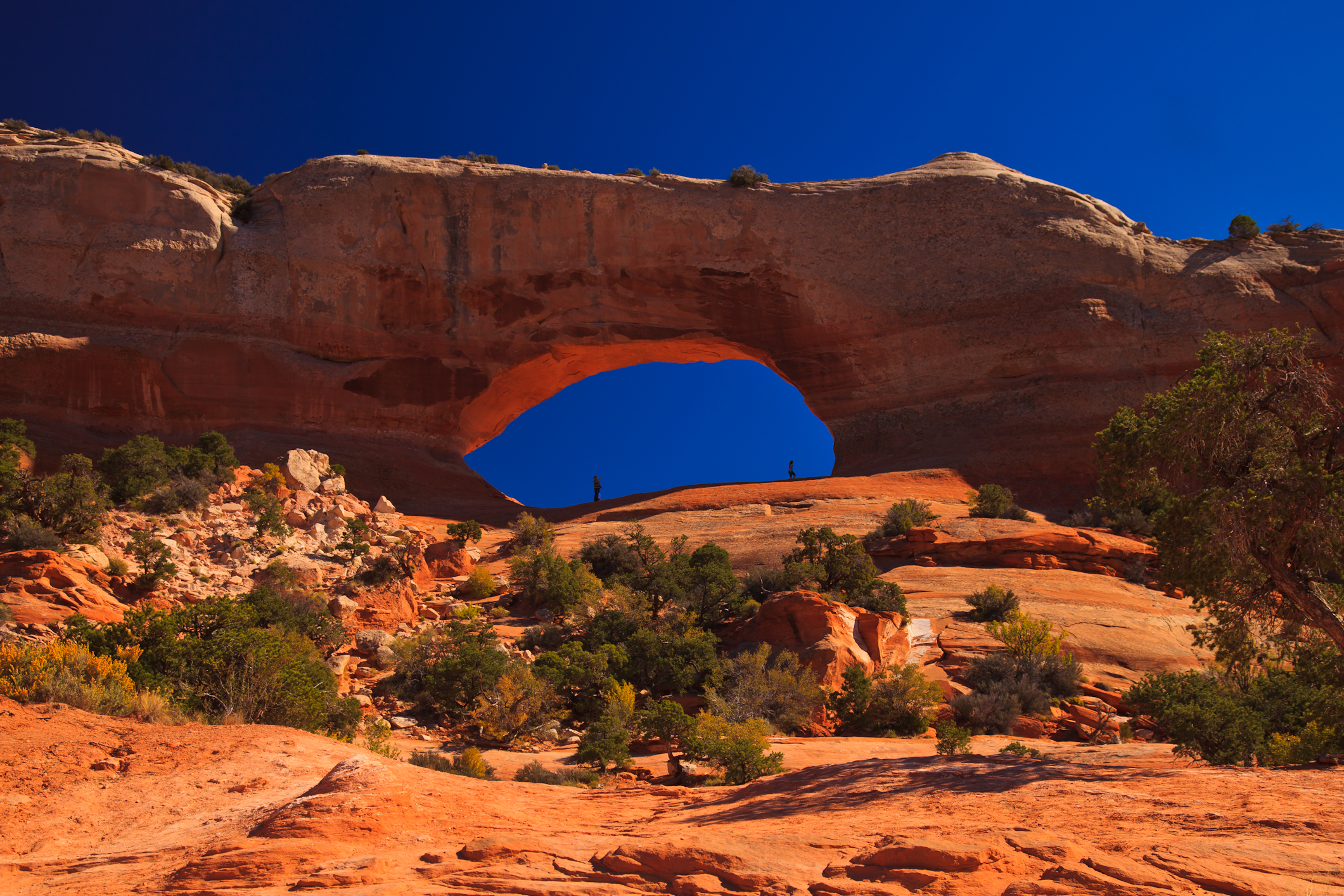